# Rumunsko na letních olympijských hrách
Rumunsko na letních olympijských hrách startuje od roku 1900. Toto je přehled účastí, medailového zisku a vlajkonošů na dané sportovní události.

## Účast na Letních olympijských hrách
| Dějiště LOH            | LOH      | Vlajkonoš                                           | Zlatá medaile | Stříbrná medaile | Bronzová medaile | Celkem |
| ---------------------- | -------- | --------------------------------------------------- | ------------- | ---------------- | ---------------- | ------ |
| 1900 Paříž             | LOH 1900 | nebyl                                               |               |                  |                  | 0      |
| 1904 St. Louis         | 1904     |                                                     |               |                  |                  | Ne     |
| 1908 Londýn            | 1908     |                                                     |               |                  |                  | Ne     |
| 1912 Stockholm         | 1912     |                                                     |               |                  |                  | Ne     |
| 1920 Antverpy          | 1920     |                                                     |               |                  |                  | Ne     |
| 1924 Paříž             | LOH 1924 | nebyl                                               |               |                  | 1                | 1      |
| 1928 Amsterdam         | LOH 1928 | nebyl                                               |               |                  |                  | 0      |
| 1932 Los Angeles       | LOH 1932 | nebyl                                               |               |                  |                  | 0      |
| 1936 Německo           | LOH 1936 | Serban Manciulescu                                  |               | 1                |                  | 1      |
| 1948 Londýn            | 1948     |                                                     |               |                  |                  | Ne     |
| 1952 Helsinky          | LOH 1952 | Dumitru Paraschivescu                               | 1             | 1                | 2                | 4      |
| 1956 Melbourne         | LOH 1956 | Iosif Sîrbu                                         | 5             | 3                | 5                | 13     |
| 1960 Řím               | LOH 1960 | Alexandru Bizim                                     | 3             | 1                | 6                | 10     |
| 1964 Tokio             | LOH 1964 | Aurel Vernescu                                      | 2             | 4                | 6                | 12     |
| 1968 Ciudad de México  | LOH 1968 | Aurel Vernescu                                      | 4             | 6                | 5                | 15     |
| 1972 Mnichov           | LOH 1972 | Aurel Vernescu                                      | 3             | 6                | 7                | 16     |
| 1976 Montréal          | LOH 1976 | Nicolae Martinescu                                  | 4             | 9                | 14               | 27     |
| 1980 Moskva            | LOH 1980 | Vasile Andrei                                       | 6             | 6                | 13               | 25     |
| 1984 Los Angeles       | LOH 1984 | Corneliu Ion                                        | 20            | 16               | 17               | 53     |
| 1988 Soul              | LOH 1988 | Vasile Andrei                                       | 7             | 11               | 6                | 24     |
| 1992 Barcelona         | LOH 1992 | Costel Grasu                                        | 4             | 6                | 8                | 18     |
| 1996 Atlanta           | LOH 1996 | Iulică Ruican                                       | 4             | 7                | 9                | 20     |
| 2000 Sydney            | LOH 2000 | Elisabeta Oleniuc-Lipă                              | 11            | 6                | 9                | 26     |
| 2004 Athény            | LOH 2004 | Elisabeta Oleniuc-Lipă                              | 8             | 5                | 6                | 19     |
| 2008 Peking            | LOH 2008 | Valeria Motogna-Beșe                                | 4             | 1                | 3                | 8      |
| 2012 Londýn            | LOH 2012 | Horia Tecău                                         | 2             | 5                | 2                | 9      |
| 2016 Rio de Janeiro    | LOH 2016 | Cătălina Ponor (zahájení) Simona Popová (zakončení) | 1             | 1                | 3                | 5      |
| 2020 Tokio             | LOH 2020 | Simona Radișová Robert Glință                       | 1             | 3                |                  | 4      |
| 2024 Paříž             | LOH 2024 |                                                     |               |                  |                  | x      |
| Celkem                 | 23       |                                                     | 90            | 97               | 121              | 308    |
| Zdroj na Olympedia.org |          |                                                     |               |                  |                  |        |